# Bez trenek
Bez trenek je česká filmová komedie režiséra a scenáristy Lukáše Vokouna. Snímek měl premiéru 6. února 2025.

## Děj
Tři kamarádi Lukáš, Jarda a Zdeněk se značně opijí a omylem zapálí myčku. Ta patří nemilosrdnému mafiánovi Donovi. Ten dá trojici časovou lhůtu na zaplacení. Pokud mu peníze nevrátí, přijdou o život. Skupina vymýšlí, jak vydělat peníze. Nakonec je napadne originální způsob, pánský striptýz.    

## Obsazení
- Erdoğan Atalay jako mafián Don
- Jeremy Tichý jako Jarda
- Robert Cejnar jako Lukáš
- Dominik Radl jako Zdeněk
- FattyPillow jako Tony
- Eva Holubová jako bývalá striptérka Duffne
- Sharlota jako Jane
- Aneta Kernová jako Martina
- Veronika Bellová jako Tiffany
- Adéla Štroffeková jako Lucie
- Drahomíra Jůzová

## Recenze
Snímek získal spíše negativní recenze. Kritizován byl především humor filmu.